# Smicroplectrus walleyi
Smicroplectrus walleyi är en stekelart som beskrevs av Mason 1956. Smicroplectrus walleyi ingår i släktet Smicroplectrus och familjen brokparasitsteklar. Inga underarter finns listade i Catalogue of Life.